# Carcar
Carcar – miasto na Filipinach, w regionie Środkowe Visayas, w prowincji Cebu.